# Ophioblennius macclurei
Ophioblennius macclurei és una espècie de peix de la família dels blènnids i de l'ordre dels perciformes.

## Morfologia
- Els mascles poden assolir 12,2 cm de longitud total.[3][4]

## Reproducció
És ovípar.

## Hàbitat
És un peix marí de clima tropical i associat als esculls de corall.

## Distribució geogràfica
Es troba des de Carolina del Nord (Estats Units) i Bermuda fins al Brasil, incloent-hi l'oest del Golf de Mèxic i les Antilles.